# Bickenbach (Bergstraße)
Pour les articles homonymes, voir Bickenbach.
Bickenbach est une municipalité allemande située dans le land de la Hesse et l'arrondissement de Darmstadt-Dieburg.

## Histoire
La ville est mentionnée la première fois en 874 dans le codex de Lorsch, elle porte alors le nom de Bicchumbach.

## Économie
La société Alnatura qui est spécialisée dans l'alimentation et les textiles biologiques a son siège à Bickenbach.

## Sources
Bickenbach uffm Sand, 1973.
- (de) Cet article est partiellement ou en totalité issu de l’article de Wikipédia en allemand intitulé « Bickenbach (Bergstraße) » (voir la liste des auteurs).

- (eo) Cet article est partiellement ou en totalité issu de l’article de Wikipédia en espéranto intitulé « Bickenbach (Bergstraße) » (voir la liste des auteurs).